# Aldeas con iglesias fortificadas de Transilvania
Las aldeas con iglesias fortificadas de Transilvania están situadas en Transilvania meridional y oriental, y tienen la particularidad de estar organizadas alrededor de una iglesia fortificada.

## Lista
Actualmente, un grupo de siete antiguos pueblos (seis sajones y uno székely) están inscritos en el lista del Patrimonio de la Humanidad de la Unesco:
| Nombre en rumano y alemán | Situación                | Denominación según la Unesco                                          |
| ------------------------- | ------------------------ | --------------------------------------------------------------------- |
| Biertan Birthälm          | Departamento de Sibiu    | Sitio de Biertan con su iglesia fortificada y una parte de la ciudad. |
| Câlnic Kelling            | Departamento de Alba     | Câlnic                                                                |
| Dârjiu Dersch             | Departamento de Harghita | Dârjiu                                                                |
| Prejmer Tartlau           | Departamento de Brașov   | Prejmer                                                               |
| Saschiz Keisd             | Departamento de Mureș    | Saschiz                                                               |
| Valea Viilor Wurmloch     | Departamento de Sibiu    | Valea Viilor                                                          |
| Viscri Deutschweißkirch   | Departamento de Brașov   | Viscri                                                                |

## Historia
Los pueblos székely y sajones de Transilvania nacieron durante los siglos XI-XIII. Los reyes de Hungría instalaron colonos alemanes en la región en el siglo XIII. Obtuvieron un estatuto específico entre las minorías de la provincia y su civilización llegó a sobrevivir formando una fuerte comunidad de agricultores, de artesanos y de mercaderes. Estaban situados en una región constantemente bajo la amenaza de las invasiones otomanas y tártaras y para defenderse construyeron fortificaciones de diferente importancia. Las ciudades más importantes se fortificaron completamente y las comunidades más pequeñas crearon fortificaciones en torno a su iglesia, a la cual añadieron torres defensivas y almacenes que les permitieran conservar sus bienes y les ayudaran a sostener largos asedios.

## Descripción

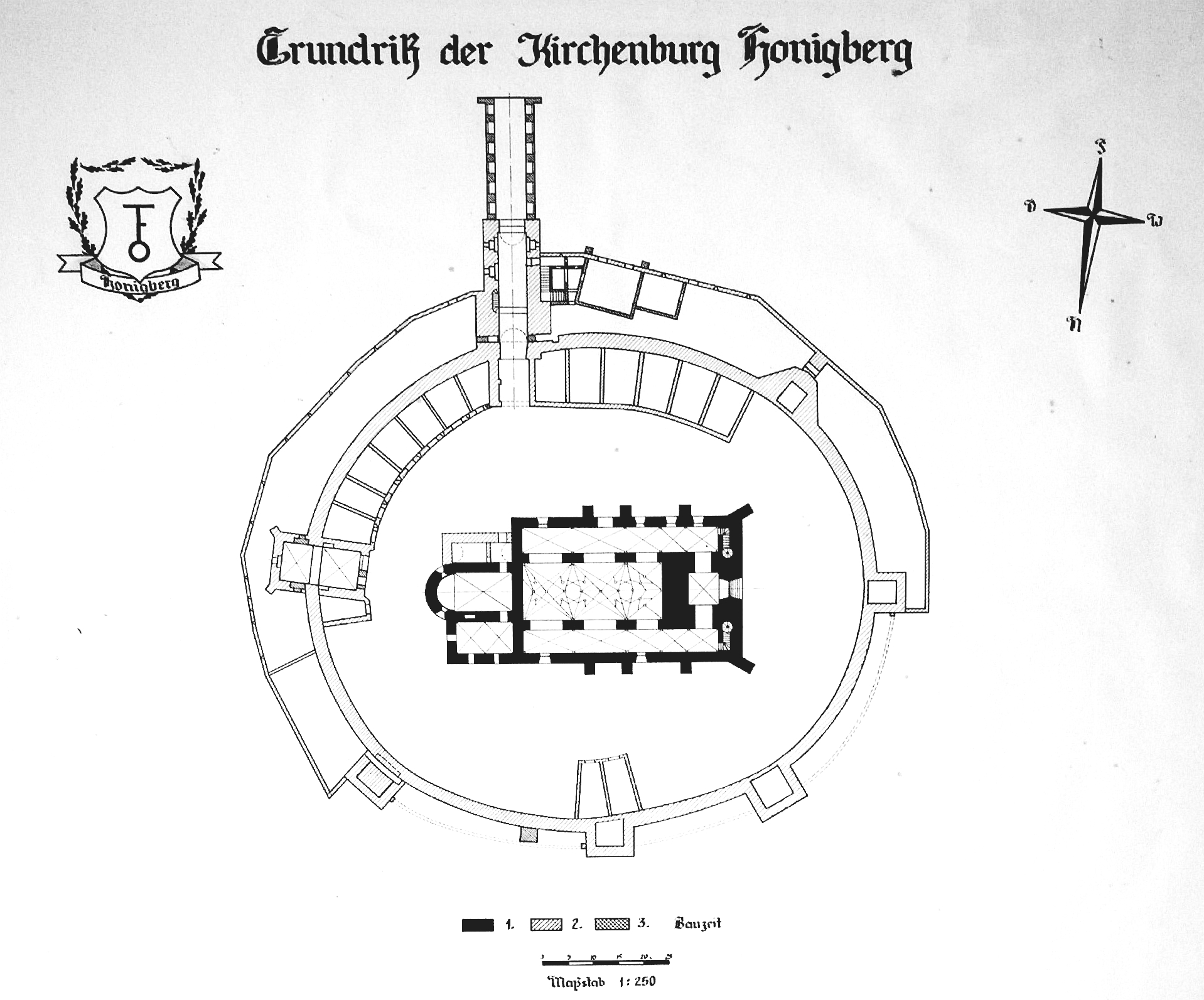
Prejmer.

Transilvania meridional es una meseta cortada por los valles de numerosos y pequeños ríos que desembocan en otros más largos, tales como el Olt, el Mureş, el Târnava y el Târnava Mare. Los pueblos se adaptaron a la topografía de la región para conseguir la mejor situación defensiva posible; por eso los pueblos situados en un valle se desarrollaron alrededor de una calle central y a veces de algunas calles secundarias, mientras que los situados en un terreno más llano siguieron un modelo más radial. Debido a la preocupación por la seguridad y a la tradición de los Sajones, los pueblos son compactos. El elemento principal es la iglesia, situada siempre en el centro del pueblo. Se pueden observar distintos tipos de fortificaciones: un pequeño recinto en torno a la iglesia, una hilera de fortificaciones en torno a la iglesia o una verdadera fortaleza con múltiples muros y fortificaciones rodeando la iglesia. Las iglesias se adaptaron a sus funciones defensivas; todas, ya sean basílicas de arquitectura románica o iglesias con una única nave de arquitectura gótica tardía.
Las iglesias tienen numerosos añadidos, desde la Edad Media tardía cuando nació la edificación, hasta el siglo XVI. Muchas iglesias tienen también elementos del período barroco, debido a que este estilo era muy popular en la región.
En la mayoría de los casos, la iglesia se sitúa en una posición fácilmente defendible, en general en la cumbre de una colina. Los elementos de fortificaciones encontrados en las ciudades principales de la región fueron adaptaron a los pueblos campesinos, viéndose en ellos un testimonio de las técnicas de construcción utilizadas a lo largo de estos años por la comunidad de los Sajones de Transilvania. Algunas fortificaciones tienen torres de observación, otras era torres de iglesia adaptadas a las necesidades de una fortaleza. Los materiales utilizados son tradicionalmente la piedra y el ladrillo rojo, con arcilla roja para cubrir las tejas, lo que constituye una especificidad de la región.
Cerca de la iglesia se encuentra la plaza principal del pueblo o Tanzplaz (Lugar de danza), en torno al cual gira la vida social. Solamente las construcciones situadas cerca de las fortificaciones son edificios comunes: la escuela o el ayuntamiento. El presbiterio, así como las casas de los campesinos más ricos se sitúan alrededor de esta plaza. Por otro lado, en la mayoría de los pueblos se habían construido algunos graneros para el almacenamiento del granos, situados cerca del centro del pueblo.

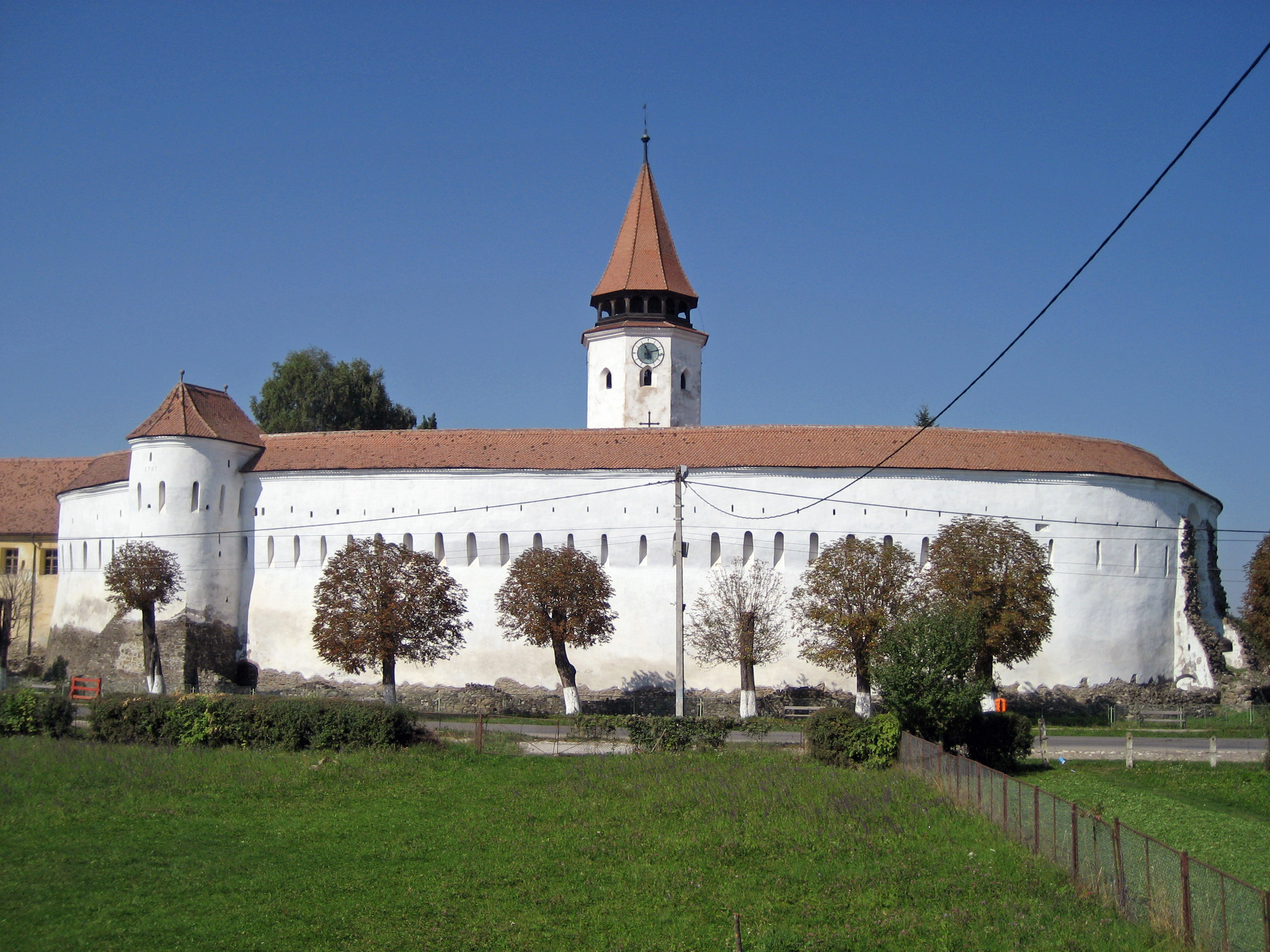
Prejmer.
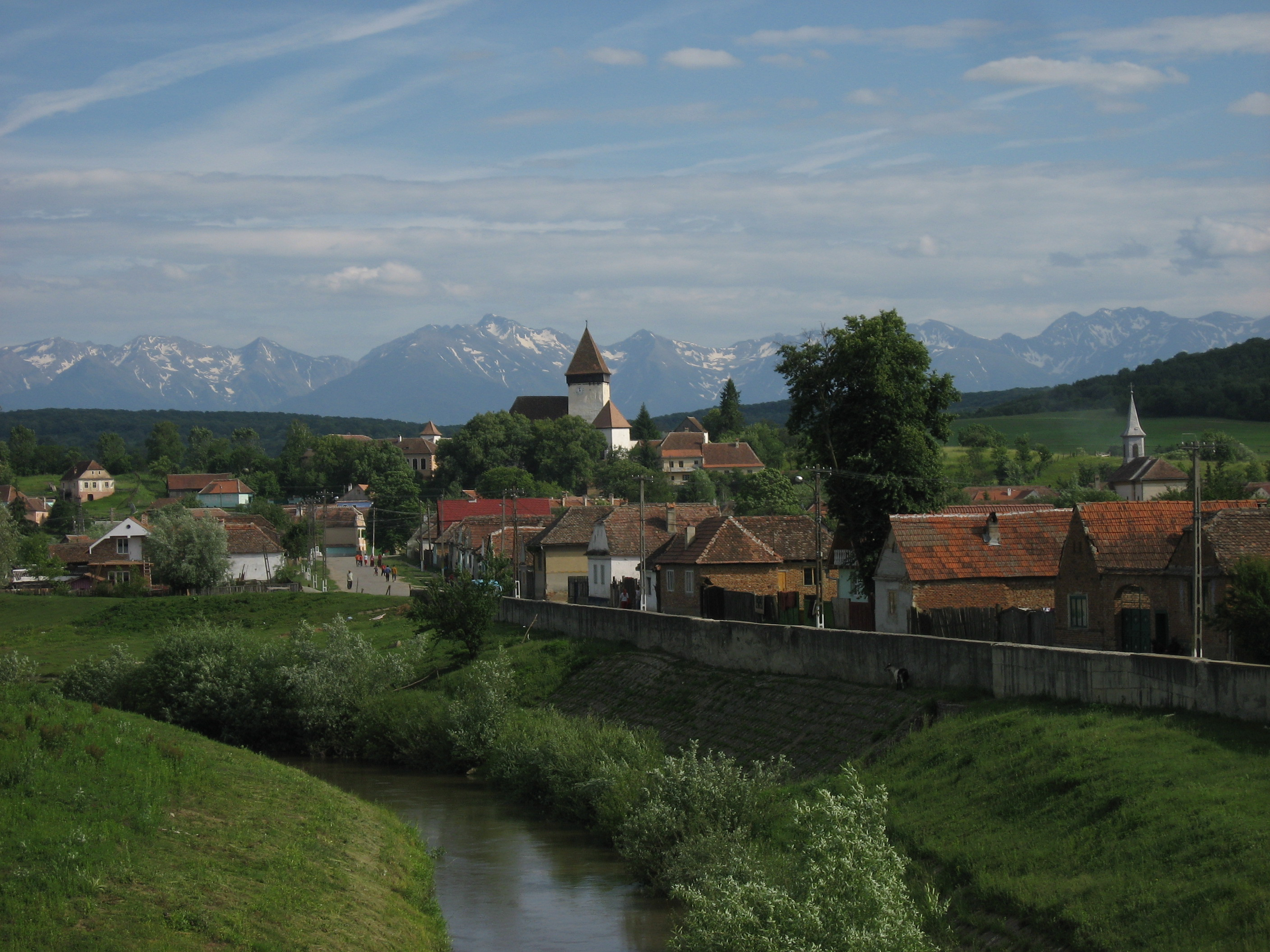
Hosman.
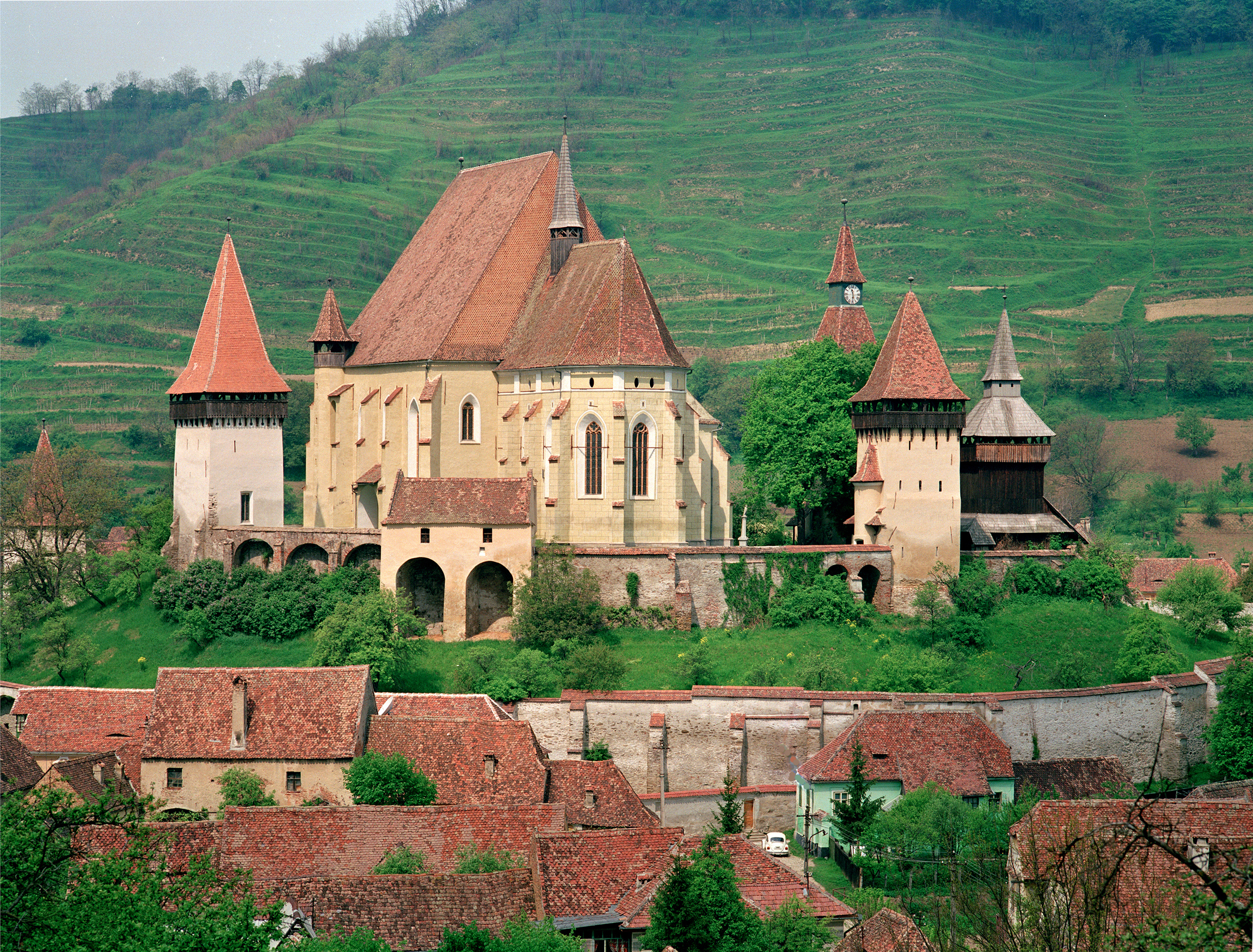
Biertan.
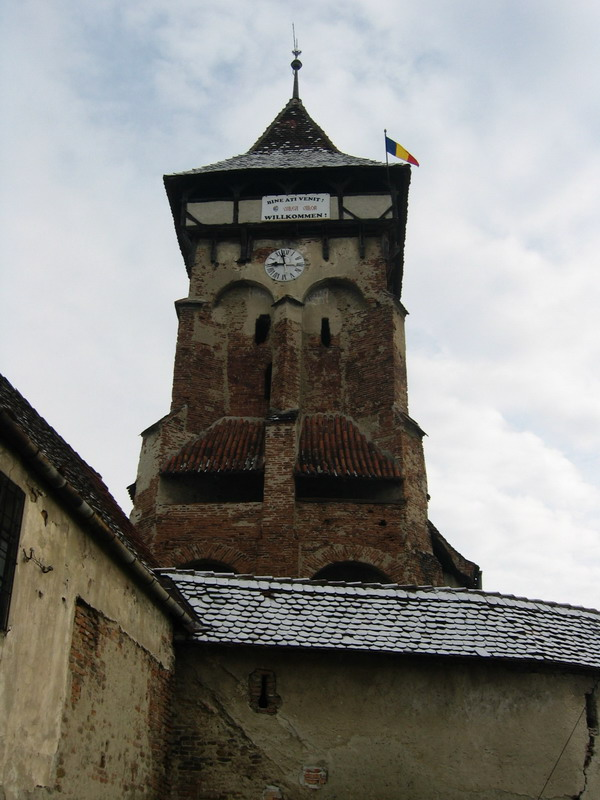
Valea Viilor.
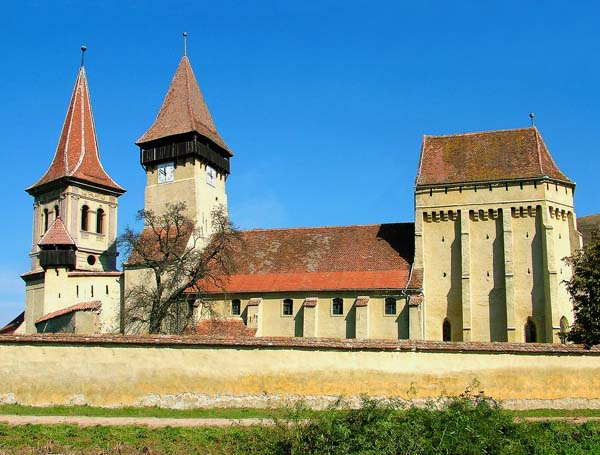
Şeica Mică.
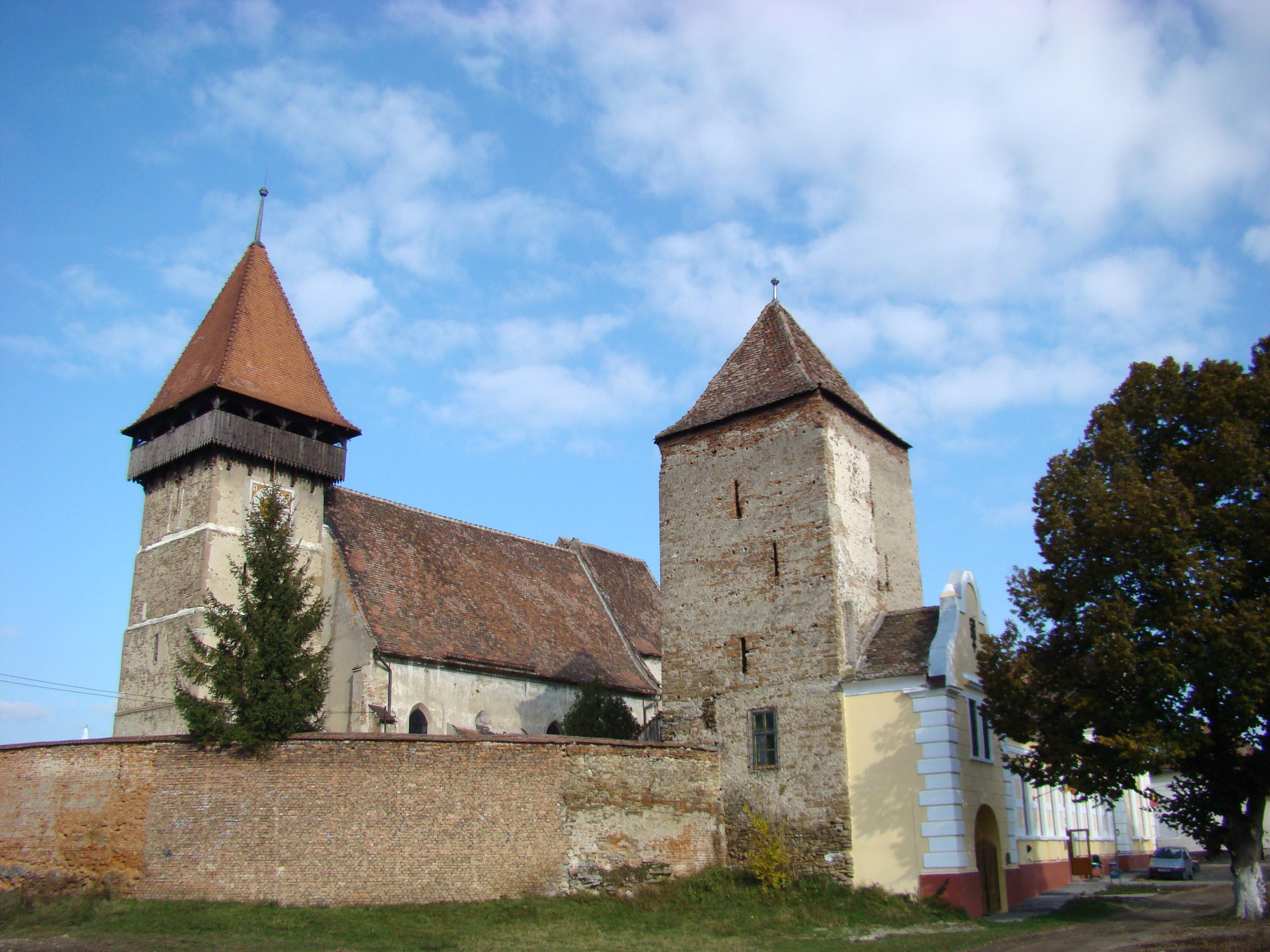
Brateiu.
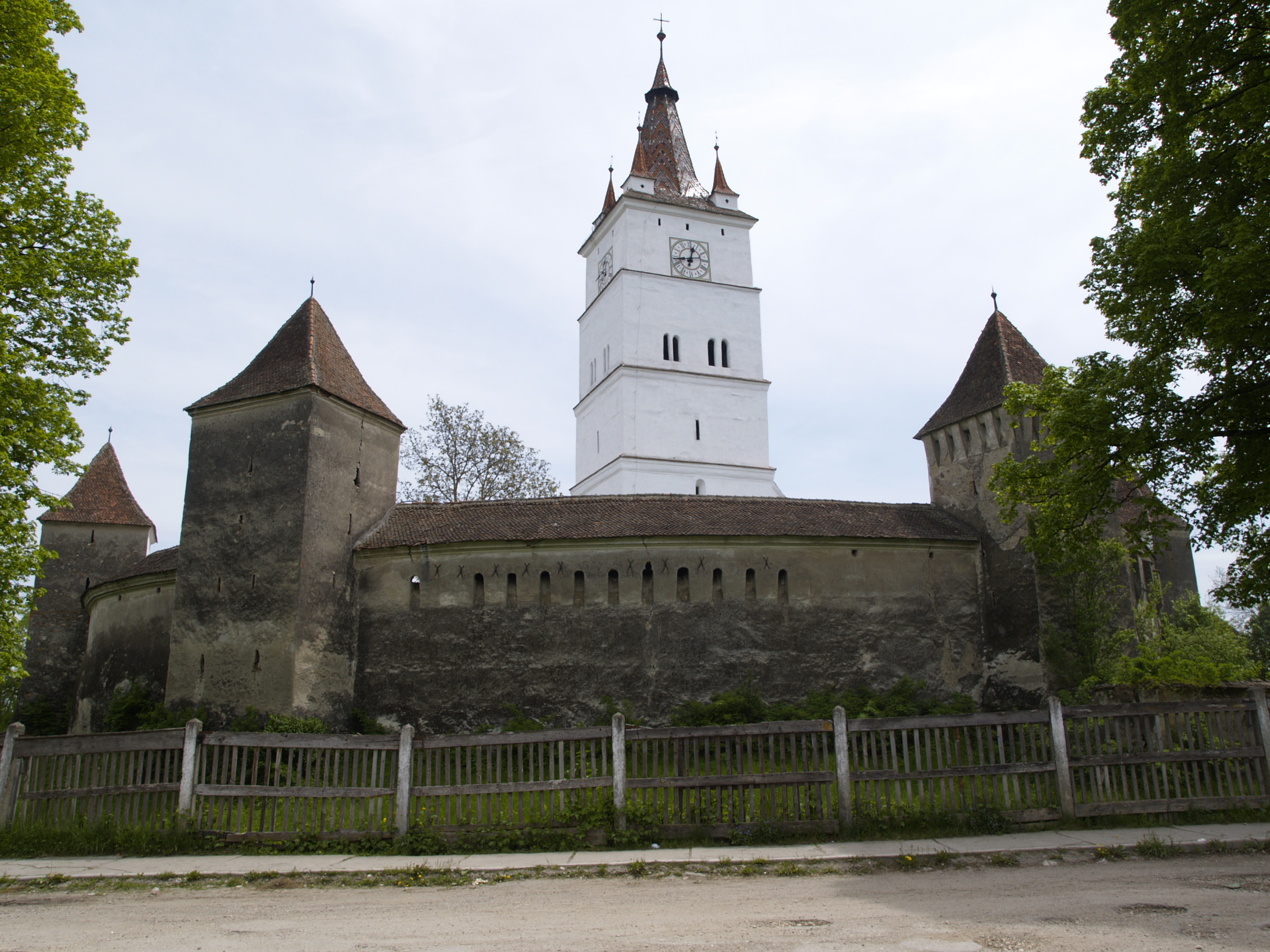
Hărman.
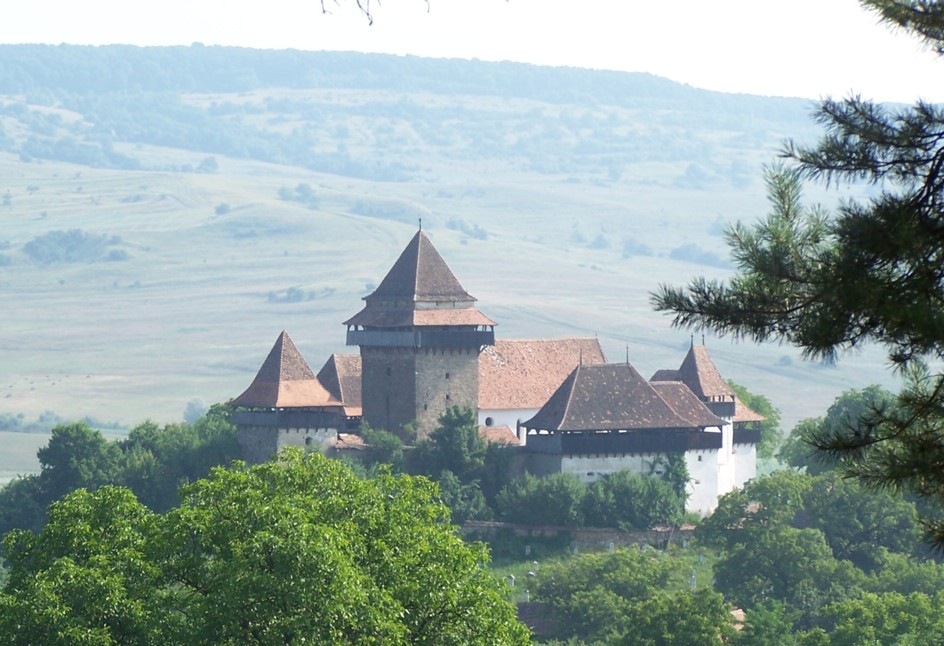
Viscri.